# Kostel svatého Michaela archanděla (Želetava)
Kostel svatého Michaela archanděla (jinde též Kostel svatého Michala) je farní kostel římskokatolické farnosti Želetava, nachází se v Pražské ulici severně od náměstí Míru v centru městyse Želetava. Kostel je jednolodní stavbou s gotickým jádrem, později upraveným v barokním slohu. Součástí kostela je pravoúhlé kněžiště, předsíň se vstupem, kaple na jižní straně kostela, sakristie a hranolová věž s helmicí. U kostela se nachází kamenný kříž a sochy světců. Kostel je chráněn jako kulturní památka České republiky.

## Historie
Kostel byl původně postaven jako gotický a to někdy kolem roku 1303, kdy je o něm a o obci Želetava první písemná zmínka. Kolem roku 1482 kostel získal placeného kaplana. V 16. století došlo k přestavbě kostela do renesanční podoby a zároveň byla přistavěna hranolová věž. Po bitvě na Bílé hoře byl kostel v roce 1620 vykraden vojsky a v letech 1677, 1760, 1842 a 1882 kostel vyhořel a mezi lety 1842 a 1844 byl přestavěn do současné barokní úpravy.
Kostel byl rekonstruován i v letech 1902–1903, kdy došlo k úpravám interiéru. V roce 2024 byla rekonstruována střecha, stávající eternitová krytina byla vyměněna za měděnou.